# Jüri Tarmak
Jüri Tarmak (né le 21 juillet 1946 à Tallinn (République socialiste soviétique d'Estonie, URSS) et mort le 22 juin 2022 dans la même ville) est un athlète soviétique de nationalité estonienne spécialiste du saut en hauteur.

## Carrière sportive
Étudiant à l'Université d'État de Saint-Pétersbourg, Jüri Tarmak commence sa carrière d'athlète en 1963 au sein du Dynamo de Leningrad. En 1971, il s'adjuge la médaille d'argent des Championnats d'Europe en salle de Sofia avant d'obtenir le bronze lors de l'édition suivante disputée à Grenoble. Sélectionné dans l'équipe d'URSS lors des Jeux olympiques de 1972 de Munich, il remporte la finale du concours de la hauteur en réalisant 2,26 m en rouleau ventral, devançant notamment l'Est-allemand Stefan Junge et l'Américain Dwight Stones.

## Palmarès

### Jeux olympiques
- Jeux olympiques d'été de 1972 à Munich :
  -  Médaille d'or du saut en hauteur

### Championnats d'Europe en salle
- Championnats d'Europe en salle 1971 à Sofia :
  -  Médaille d'argent du saut en hauteur
- Championnats d'Europe en salle 1972 à Grenoble :
  -  Médaille de bronze du saut en hauteur